# Die Welle (Roman)
Die Welle (englisch The Wave) ist ein Roman aus dem Jahr 1981 von Morton Rhue, Pseudonym für Todd Strasser, der die Ereignisse an einer Highschool in einer US-amerikanischen Kleinstadt beschreibt. Die deutsche Übersetzung von Hans-Georg Noack erschien 1984 unter dem Titel Die Welle. Bericht über einen Unterrichtsversuch, der zu weit ging.

## Inhalt

### Ausgangsmotive des Lehrers
Ausgangspunkt des Romans ist ein Film über den Holocaust, den der Geschichtslehrer Ben Ross in seiner Klasse an der Gordon High School im Rahmen des Unterrichtsblocks Zweiter Weltkrieg vorführt. Der Film stößt in der Klasse, neben Betroffenheit, einerseits auf Unverständnis darüber, wie sich ein derartiges Regime etablieren konnte bzw. wie viele Deutsche angeblich vom Holocaust nichts gewusst hätten, und andererseits auf die Überzeugung der Schüler, dass sich eine derartige Manipulation der Massen nicht wiederholen könne.
Weder der Lehrer noch die historische Forschung können präzise Antworten auf diese Fragen geben.

„Irgend etwas störte Ben Ross. Er wusste nicht genau, was es war, aber die Fragen der Schüler nach dem Geschichtskurs hatten etwas damit zu tun. Warum hatte er den Jungen und Mädchen keine präzisen Antworten auf ihre Fragen geben können? War das Verhalten der Mehrheit während der Naziherrschaft wirklich so unerklärlich? […] Jetzt nachdem er einige Stunden gelesen hatte, wusste Ben,  dass er die richtige Antwort nirgendwo in den Büchern finden konnte. Er fragte sich, ob es sich hier um etwas handelte, was die Historiker zwar wussten, aber nicht mit Worten erklären konnten. Konnte man es überhaupt nur an Ort und Stelle richtig verstehen? Oder vielleicht dadurch, daß man eine ähnliche Situation schuf.“

So entschließt sich der Lehrer, ein Experiment durchzuführen: die Welle.

„Vielleicht sollte er eine Stunde oder zwei auf ein Experiment verwenden und den Schülern ein Gefühl dafür geben, was es bedeutet haben mochte, in Nazi-Deutschland zu leben? Wenn es ihm gelang, eine treffende Situation zu erfinden, konnte er damit die Schüler wirklich weit stärker beeindrucken als mit allem, was Bücher erklären konnten.“

Das Experiment soll zeigen, wie Menschen durch einfache Methoden manipuliert werden können.
„Die Welle“, eine autoritäre Gemeinschaft, für die der Geschichtslehrer seine Klasse zu überzeugen beginnt, stützt sich auf drei in aufeinanderfolgenden Unterrichtsstunden aufgestellte Prinzipien:

### Die drei Prinzipien derWelle
Die erste Stufe Macht durch Disziplin! besteht nur aus der Einübung von Disziplin und einer straffen, auf die sich autoritär verhaltende Person des Lehrers fixierten Unterrichtsform, wie sie bis in die 1950er und frühen 1960er Jahre in Schulen alltäglich war.
In der zweiten Unterrichtseinheit Macht durch Gemeinschaft! wird die Klasse auf ein unbedingtes, überindividuelles Gemeinschaftsgefühl eingeschworen und erhält vom Lehrer das gemeinsame, identitätsstiftende Symbol der Welle samt dem dazugehörigen Gruß.

„Es ist das Gefühl, Teil eines Ganzen zu sein, das wichtiger ist als man selbst“, erklärte Mr. Ross. „Man gehört zu einer Bewegung, einer Gruppe, einer Überzeugung. Man ist einer Sache ganz ergeben …“

In der dritten Einheit Macht durch Handeln! verpflichtet er die Schüler auf geschlossenes Handeln der Gruppe, Egalität innerhalb der Gruppe und die Pflicht, neue Mitglieder anzuwerben. Dennoch wird mit der Verteilung von Mitgliedskarten für einfache Mitglieder und Führungspersonen, welche die Pflicht zur Meldung abweichenden Verhaltens haben, eine hierarchische Struktur und ein Überwachungssystem geschaffen.
Die Welle verfügt dennoch trotz der eingeführten autoritären und totalitären Strukturen über keine inhaltlichen Grundsätze, Ziele oder eine Ideologie, wie sie totalitären Systemen und Gruppierungen wie dem Nationalsozialismus, Faschismus, Stalinismus oder religiösen Sekten zu eigen sind.

### Eigendynamische Verselbstständigung
Im Verlauf des Romans werden diese Grundsätze von den Beteiligten immer mehr verinnerlicht. Ross bemerkt, dass seine Schüler zwar Informationen – vor allem geschichtliche – wie automatisch wiedergeben können, aber aufhören, eigenständig zu denken und kritisch zu hinterfragen. Innerhalb der elitären Gruppe entsteht einerseits der Anschein, alle seien gleichberechtigt, und vorherige Außenseiter wie der Schüler Robert können sich integrieren und besonders profilieren.
Andererseits droht das Experiment Beziehungen zwischen guten Freunden zu zerstören, so zum Beispiel das Verhältnis zwischen Laurie, der kritischen Chefredakteurin der Schülerzeitung, und ihrem Freund David, der von den positiven Aspekten der Welle überzeugt ist, da er diese auf den Mannschaftsgeist seines Sportteams überträgt. Sowohl David als auch Amy, die beste Freundin von Laurie, halten Lauries Bedenken für das Resultat von Eifersucht, da ihre vorherige Beliebtheit mit dem Erstarken der Welle abnimmt. Allmählich zeigt das Experiment totalitäre Züge, da eine Mitgliedschaft in der Welle, die sich längst über die Geschichtsklasse hinweg ausgebreitet hat, an der Schule immer mehr zum unhinterfragten Zwang wird.

### Ende des Experiments
Erst nachdem ein jüdischer Schüler Gewalt erfährt, weil er einerseits im sportlichen Wettstreit mit einem Mitschüler steht und sich andererseits der Welle nicht angeschlossen hat, begreift Ross die Gefährlichkeit seines Tuns. Nach einem intensiven Gespräch mit seiner Frau sieht er ein, dass er das Experiment abbrechen muss. Es hat zu gut funktioniert. Um bei den Schülern den Lerneffekt des Experiments wirken zu lassen, bittet er am nächsten Morgen den Direktor um einen zeitlichen Aufschub bis zum Nachmittag. Dieser stimmt zu, macht Ross aber auch klar, dass dieser bei einem Fehlschlag seinen Job verlieren würde. Ross bittet auch Laurie und David, die sich inzwischen wieder vertragen und gegen die Welle sind, um Vertrauen bis zum Nachmittag.
Der Geschichtslehrer nutzt eine für Mitglieder der Welle einberufene Vollversammlung, um der Bewegung ihre Wirklichkeit gewordene und ursprünglich für unmöglich gehaltene faschistoide Art aufzuzeigen. Anstatt der erwarteten Ansprache des (nicht existenten) „Führers“ der Welle, zeigt er ein Bild Adolf Hitlers und klagt die Schüler an: „Ja, ja, ihr wärt alle gute Nazis gewesen.“
Sämtliche Schüler sind bestürzt und wollen die Gemeinschaft der Welle schnell vergessen, jedoch die gewonnenen Einblicke für die Zukunft berücksichtigen. Am stärksten trifft die Auflösung den größten Gewinner der Welle, Robert, der über die Gemeinschaft erstmals kein Außenseiter gewesen ist. Er ist völlig verzweifelt, daher führt er noch viele Gespräche mit seinem Lehrer Ben Ross.

## Hintergrund
Der Roman basiert auf dem Drehbuch zum Film Die Welle aus dem Jahr 1981, der wiederum auf dem Experiment „The Third Wave“ beruht, das 1967 an einer High School in Palo Alto von dem Geschichtslehrer Ron Jones durchgeführt wurde. Bereits 1972 erschien ein kurzer Artikel von Ron Jones unter dem Titel „The Third Wave“. Jahre später fasste Ron Jones seine Erfahrungen in dem Buch No Substitute for Madness: A Teacher, His Kids, and the Lessons of Real Life zusammen. 2008 wurde eine weitere Verfilmung unter dem Namen Die Welle gezeigt, die im heutigen Deutschland spielt. Allerdings unterscheidet sich der Film nicht nur durch den Handlungsort von der Buchvorlage, sondern auch durch das Ende.

## Ausgaben
- Morton Rhue: Die Welle. Ravensburger Buchverlag, Ravensburg 1996, ISBN 978-3-473-58008-8.
- Thomas Kröger: Die Welle – Das Original Filmhörspiel. 2 CDs, Jumbo Neue Medien, Hamburg 2008, ISBN 978-3-8337-2143-4.